# Neodiplogaster velator
Neodiplogaster velator är en rundmaskart. Neodiplogaster velator ingår i släktet Neodiplogaster och familjen Diplogasteridae. Inga underarter finns listade i Catalogue of Life.